# 荀济
荀济（?—547年9月27日），字子通，颍川（治今河南禹州）人。
祖先是颍川人，世代寓居江左。荀济本來和梁武帝萧衍是布衣之交，经常说如果萧衍真要造反，我将起兵讨伐他。萧衍當官後，荀济不服气，說“会楯上磨墨作檄文。”梁武帝打算殺他，荀济遂奔魏。官至侍講大臣。因参與预谋杀高澄，被烹杀。

## 延伸阅读
[在维基数据编辑]
 《北史/卷083》，出自李延壽《北史》